# Minden végzet nehéz
A Minden Végzet Nehéz (Something's Gotta Give) 2003-ban bemutatott amerikai filmvígjáték, amelyet Nancy Meyers rendezett. A főszerepben Jack Nicholson és Diane Keaton látható.

## Cselekmény
Harry Sanborn (Jack Nicholson) a hatvanhárom éves, örökös playboy, lemezkiadó céggel, fiatal partnernőkkel. Aktuális barátnőjével, Marinnal (Amanda Peet) együtt töltenék hétvégéjüket, de a férfi infarktust kap. Orvosa, Julien Mercer (Keanu Reeves) egyelőre nem engedi vissza a városba, ezért a férfi új barátnője óceánpart-közeli házában marad, ahol Marin anyjával, Ericával (Diane Keaton) találkozik. Erica sikeres írónő, akit higgadt élete, szilárd elvei jellemeznek. Az együtt töltött napok során mindketten változásokon esnek át. Harry korábbi szokása ellenére beleszeret – tőle szokatlan módon  – az ötvenes évei végén járó nőbe, Erica pedig kezdeti ellenérzései ellenére hasonlóképp érez Harry iránt.
Közös napjaik után Harry visszatér a városba, kapcsolatuk megszakadni látszik. Harry nem akar változtatni életén és nem akar kötöttségeket. Erica nagyon nehezen viseli ezt, de színdarabjának írása – mely kettejükről szól – a szerelmi csalódásnak köszönhetően remekül halad, és a darab sikeresnek bizonyul. Juliennel építgetik kapcsolatukat. Erica és Harry kétszer is összefutnak a városban, ám találkozásaik újabb szívrohamszerű tüneteket produkálnak Harrynél. Orvosa pihenőre, stresszmentes életre biztatja. Hat hónappal később Erica Párizsban ünnepli születésnapját Juliennel. Harry is oda utazik, hogy érzelmeit megvallja.

## Szereplők
| Szerep         | Színész             | Magyar hang     |
| -------------- | ------------------- | --------------- |
| Harry Sanborn  | Jack Nicholson      | Tordy Géza      |
| Erica Berry    | Diane Keaton        | Bánsági Ildikó  |
| Julian Mercer  | Keanu Reeves        | László Zsolt    |
| Marin Klein    | Amanda Peet         | Horváth Lili    |
| Zoe Barry      | Frances McDormand   | Kiss Mari       |
| Leo            | Jon Favreau         | Vári Attila     |
| Dave Klein     | Paul Michael Glaser | Jakab Csaba     |
| Dr. Martinez   | Rachel Ticotin      | Báthory Orsolya |
| Kristen        | KaDee Strickland    |                 |
| Danny Benjamin | Peter Spears        |                 |

## Díjak és jelölések
- Oscar-díj (2004)
  - jelölés: legjobb női főszereplő – Diane Keaton
- Golden Globe-díj (2004)
  - díj: legjobb női főszereplő (komédia vagy musical) – Diane Keaton
  - jelölés: legjobb férfi főszereplő (komédia vagy musical) – Jack Nicholson